# Сен-Жозеф (остров)
Сен-Жозеф (фр. Île Saint-Joseph) — самый южный из трёх Островов Спасения в Атлантическом океане у побережья Французской Гвианы. Территориально относится к коммуне Кайенна.
Остров Сен-Жозеф имеет площадь двадцать гектаров и среди Островов Спасения является вторым по величине, опережая Остров Дьявола и уступая Королевскому острову. В период, когда острова использовались в качестве исправительной колонии и каторги, Сен-Жозеф был зарезервирован для наказания одиночным заключением в тишине и темноте за побеги или правонарушения, совершённые каторжниками, на срок от двух до пяти лет. Некоторое время использовался как место содержания душевнобольных. Расположен на высоте тридцати метров над уровнем моря. Большая часть острова покрыта густой растительностью. На острове есть только один пляж, расположенный на северном побережье, единственный пляж на Островах Спасения. Ранее на острове также располагался пост Иностранного легиона. На кладбище надзирателей и морских офицеров насчитывалось около двухсот надгробий, повёрнутых лицом к океану, без обозначения имён и каких-либо иных данных. В настоящее время кладбище разорено и заброшено.
Прямого сообщения с континентом нет, но транспортная компания, которая служит связующим звеном между Куру и Королевским островом, осуществляет чартерные пассажирские рейсы по морю.

## Тюрьма Сен-Жозеф
Кайенна с XVIII по XX век, как и вся Гвиана, служила местом политической ссылки и каторги. Из-за тропического климата и распространения тяжёлых лихорадок считалось, что у ссыльного в Кайенну изначально мало шансов выжить. Во время Великой французской революции, особенно в период термидорианского Конвента и Директории, каторжная тюрьма Сен-Жозеф из-за условий содержания получила прозвища «Остров тишины», «Людоед» и «Сухая гильотина». До 1836 года каторжники Сен-Жозефа были постоянно закованы в кандалы: цепь весом в три с половиной килограмма крепилась к левой ноге и пряжке ремня, как огромные чётки, а к цепи крепился чугунный шар.
Три здания тюрьмы были расположены в верхней части острова и содержали по сто камер (т. н. «дырок») размером два метра на метр сорок. Камеры были голыми, узники спали в нише, выдолбленной в стене. Камеры были разделены двухметровыми стенами и имели потолок из больших решёток. Наверху, между двумя рядами этих «дырок», нависал и тянулся на всем протяжении узкий пешеходный мостик: так надзиратели могли наблюдать за осуждёнными по обе стороны от этой дорожки, как за дикими зверями в ямах. Все это было увенчано огромной крышей из листового металла. Солнце никогда не проникало в камеры, днём здесь царила удушающая жара и нездоровая влажность, а ночью жуткий холод. Заключённым запрещалось ложиться спать до наступления темноты, держать в руках предметы, кроме деревянной ложки, не было ни прогулок, ни почты. В тюрьме царила абсолютная тишина. Заключённым, и так не имевшим никакого контакта с внешним миром, было запрещено разговаривать с охранниками или друг с другом. Одно произнесённое слово добавляло шесть месяцев к наказанию. Охранники, издеваясь над заключёнными, передвигались по тюрьме в мягких бесшумных тапочках. Самыми распространёнными заболеваниями были цинга, либо туберкулёз.
Тех, кто осмеливался выступить против этих бесчеловечных условий, бросали в карцер, представлявший собой каменный мешок, где нарушителей приковывали к стене в полной темноте до окончания срока. Недели или месяцы, проведённые в таком положении неминуемо приводили к пролежням. Немного воздуха, попадавшего в эту могилу, проникало через крошечное отверстие на уровне земли. Будучи погребенными заживо, заключённые часто слепли. Большинство из тех, кто был заключён в карцер, сходили с ума.
Заключение на острове было равносильно медленной смертной казни, поэтому пятилетний срок для узников Сен-Жозефа был максимальным. Судьи исходили из теории некоего Tentiaire, утверждавшей, что человеческое сопротивление не может превышать одну тысячу восемьсот двадцать семь дней.
В одном из корпусов тюрьмы размещались душевнобольные, тоже запертые в камерах, и отличающиеся от каторжников только тем, что могли кричать, сколько пожелают.